# Talitiga Crawley
Talitiga Crawley (* 29. August 1991) ist eine samoanische Taekwondoin, die im Schwergewicht startet.
Crawley gewann im Jahr 2011 in der Gewichtsklasse über 67 Kilogramm das ozeanische Olympiaqualifikationsturnier in Nouméa und qualifizierte sich für die Olympischen Spiele 2012 in London. Mit Crawley und dem ebenfalls qualifizierten Kaino Thomsen-Fuataga nahmen somit erstmals samoaische Athleten an olympischen Taekwondo-Wettkämpfen teil. Im olympischen Wettbewerb kam Crawley auf den siebten Platz.